# Hans Lechner (Politiker, 1913)

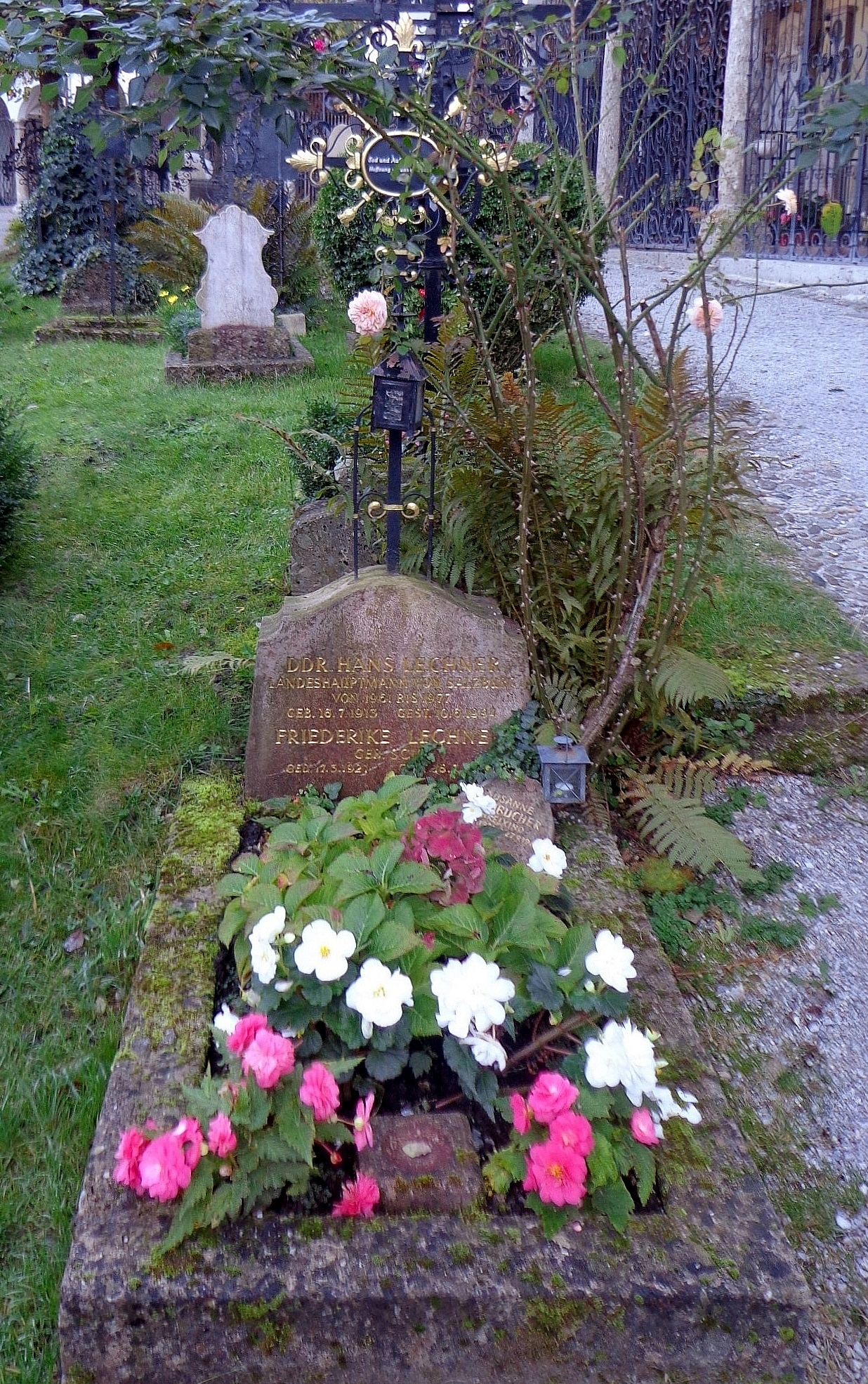
Petersfriedhof Salzburg, Grab von Landeshauptmann Hans Lechner

Hans Lechner (* 16. Juli 1913 in Graz, Steiermark; † 10. Juni 1994 in Salzburg) war ein Agrarwissenschaftler, Jurist und Politiker (ÖVP). Von 1961 bis 1977 hatte er das Amt des Landeshauptmannes des Bundeslandes Salzburg inne.

## Politik
Der in der Steiermark geborenen Lechner studierte ab 1934 Agrarwissenschaften an der Hochschule für Bodenkultur in Wien und promovierte dort 3 Jahre später. Juli 1938 beantragte er die Aufnahme in die NSDAP, wurde aber abgelehnt. Seit 1939 arbeitete er in Salzburg, bis er nach Sabotagevorwürfen gegen ihn 1943 zum Militärdienst eingezogen wurde. Hans Lechner war von 1945 bis 1959 Beamter der Salzburger Landesregierung, von 1959 bis 1961 Landesrat und von 1961 bis 1977 Landeshauptmann von Salzburg.
Lechner war Exponent des ÖVP-Reformflügels in den 1960er Jahren und nach 1970 ein Verfechter von Parteienproporz und der Konzentrationsregierung. Lechner galt auch als ein wichtiger Förderer des kulturellen Lebens in Stadt und Land Salzburg. Er beteiligte sich maßgeblich an der Entwicklung der Salzburger Festspiele und der Internationalen Stiftung Mozarteum. Die wohl bedeutendste Leistung war aber die Wiederbegründung der Universität Salzburg 1962. Er wurde 1977 auch Gründungspräsident der Österreichischen Forschungsgemeinschaft (ÖFG).
Er war seit 1940 verheiratet mit Friederike Lechner, geborene Scio (1921–2002), und hatte sieben Töchter. Sein Grab befindet sich auf dem Petersfriedhof Salzburg.

## Auszeichnungen
- 1966: Ehrensenator der Universität Salzburg
- 1969: Bayerischer Verdienstorden
- Ehrenring des Landes Steiermark
- Großkreuz des Ehrenzeichens des Landes Salzburg
- Seit dem Jahr 2000 tragen die im österreichischen Ramingstein gelegenen ehemaligen Sabitzerschanzen ihm zu Ehren den Namen Hans-Lechner-Schanze.